# Xystophora
Xystophora é um gênero de traça pertencente à família Agonoxenidae.